# The Legend of Zelda: Skyward Sword
The Legend of Zelda: Skyward Sword (ゼルダの伝説 スカイウォードソード, Zeruda no Densetsu: Sukaiwōdo Sōdo) is een actie-avonturenspel ontwikkeld door Nintendo EAD en uitgegeven door Nintendo. Het spel verscheen op 18 november 2011 voor de Nintendo Wii. Dit spel is de opvolger van Spirit Tracks en de voorloper van The Legend of Zelda: A Link Between Worlds.
The Legend of Zelda: Skyward Sword HD is een remaster ontwikkeld door Tantalus Media en uitgegeven door Nintendo. Het spel verscheen op 16 juli 2021 voor de Nintendo Switch. De hoge resolutie en grafische verbeteringen zijn een belangrijke veranderingen, maar daarnaast is ook de speelervaring anders door de nieuwe besturing en een aantal andere kleine verbeteringen.

## Ontwikkeling
Skyward Sword hanteert een grafisch stijl die zowel aanleunt bij The Wind Waker als bij Twilight Princess. Het spel werd officieel aangekondigd op de E3-persconferentie van Nintendo op 15 juni 2010. Op de Game Developers Conference in San Francisco toonde Nintendo-baas Satoru Iwata een nieuwe trailer, waarin te zien was dat de nadruk van de game op combat ligt. Ook is het kleurenpalet in de game ietwat donkerder, zodat de game er realistischer uitziet. Er is ook een nieuw personage zichtbaar in de trailer die gelijkenissen vertoont met Vaati uit 'The Minish Cap'. Tijdens de speelbare demo op de E3 2011 werd echter bekendgemaakt dat dit personage 'Lord Ghirahim' heet. Hij is de heerser over de inwoners van Hyrule, het land beneden de 'Skyloft'. Later op de E3 werd aangekondigd dat hij niet de enige slechterik in het verhaal is.
Tijdens de Nintendo Direct van 17 februari 2021 werd aangekondigd dat Skyward Sword een geremasterde versie krijgt voor de Nintendo Switch genaamd Skyward Sword HD. Het spel werd uitgebracht op 16 juli 2021 samen met speciale Joy-cons in een Zelda-thema. Ook is de besturing van het spel veranderd zodat de speler het kan spelen zowel in handheld-modus als met bewegingsbesturing.
De uitgave van de game werd aangekondigd voor het jaar waarin de Zelda-franchise zijn 35-jarig jubileum heeft. Nadat Nintendo vanwege het eveneens 35-jarige jubileum van de Mario-franchise de compilatiegame Super Mario 3D All-Stars uitbracht, hoopten fans op een soortgelijke behandeling van de Zelda-franchise. Enkele dagen nadat de voorverkoop op Amazon.com werd aangekondigd, was Skyward Sword HD al uitverkocht.

## Verhaal
Volgens de legende schonken drie godinnen de wereld een grote kracht: de Triforce. Demonenkoning Demise verwoestte een groot deel van het land op zoek naar de Triforce. Godin Hylia verzamelde de overlevenden en stuurde ze naar een eiland in de lucht, waardoor ze de aanval op Demise kon openen. Ze zegevierde, maar het land was zwaar beschadigd. Ontelbare jaren later staat het eiland in de lucht bekend als Skyloft en geloven de inwoners dat het land eronder een mythe is.
Nadat Link voor zijn ridderopleiding is geslaagd, gaat hij om het te vieren samen met Zelda vliegen met de Loftwing - een grote vogel die de inwoners van Skyloft leren bevliegen. Er verschijnt een donkere tornado en Zelda wordt naar beneden gesleurd. 's Nachts wordt Link door de mysterieuze Fi naar het standbeeld van Hylia geleid, waar hij het godinnenzwaard vindt. Fi blijkt de geest van het godinnenzwaard te zijn. Link neemt het zwaard ter hand en blijkt de uitverkorene om Demise te verslaan. Nadat hij zich een weg door de wolkenbarrière heeft gebaand en het vaste land heeft bereikt, leidt Fi hem naar de Verzegelde Tempel (Sealed Temple). Daar ontmoet hij een oude wijze die hem vertelt Zelda achterna te gaan.
Het avontuur voert Link naar Faron-woud, Eldin Vulkaan en de Lanayru-woestijn. Link haalt Zelda in en wil haar terugbrengen naar Skyloft, maar hij wordt tegengehouden een jonge vrouw genaamd Impa die Zelda bewaakt en begeleidt. Link ontmoet ook Ghirahim, een zelfbenoemde demonenvorst die probeert Demise te bevrijden. Bij de Tempel des Tijds (Temple of Time) in de Lanayru-woestijn worden Zelda en Impa door Link tegen Ghirahim verdedigt, waardoor zij door het Portaal des Tijds (Gate of Time) naar het verleden kunnen vertrekken. Impa vernietigt het portaal achter zich.
Terug bij de Verzegelde Tempel laat de oude wijze hem een inactieve Portaal des Tijds zien en moet Link de Banneling (Imprisoned) verslaan, een monsterlijke vorm van Demise die eens in de zoveel tijd het zegel weet te breken en probeert de tempel te bereiken. Link gaat op pad om het godinnenzwaard te versterken door de beproevingen van de godinnen te doorstaan, zodat het portaal geactiveerd kan worden. Nadat Link de beproevingen heeft doorstaan, keert hij terug naar de Verzegelde Tempel. Daar verslaat hij de Banneling voor de tweede keer en activeert hij het Portaal des Tijd. Link reist naar het verleden, waar hij Zelda vindt en ontdekt dat zij de sterfelijke reïncarnatie van Hylia is. De godin kon Demise niet doden en was te verzwakt door het gevecht om hem af te weren, dus creëerde ze het godinnenzwaard en reïncarneerde als een sterveling om iemand te vinden die haar plicht zou vervullen door Demise met behulp van de Triforce te vernietigen. Zelda gebruikt haar kracht om het godinnenzwaard te upgraden naar het meesterzwaard en sluit zichzelf op in een kristal om de verzegeling van Demise versterken.
Om de Triforce te kunnen vinden moet Link het Heldenlied (Song of the Hero) leren, waarvoor hij de drie regio's nogmaals moet doorkruisen om de drie draken (beschermers van de regio's) te vinden, nadat hij de Banneling voor een derde keer verslaat. Link lokaliseert de Triforce in Skyloft en gebruikt deze om Demise te vernietigen. Nu Demise dood is wordt Zelda vrijgelaten, maar Ghirahim verschijnt en ontvoert Zelda. Hoewel Demise in het heden dood is, is Ghirahim van plan Zelda te gebruiken als een offer om hem in het verleden weer tot leven te wekken. Link achtervolgt Ghirahim in het verleden en vecht zich een weg door zijn leger. Hij verslaat vervolgens Ghirahim, die de geest van Demise's zwaard blijkt te zijn, maar niet kan voorkomen dat Zelda wordt gebruikt om Demise's mensachtige vorm te reïncarneren.
Link daagt Demise uit en zegeviert. Demise's essentie wordt geabsorbeerd door zijn zwaard, maar niet voordat hij de bloedlijnen van Link en Zelda vervloekt om achtervolgd te worden door zijn gereïncarneerde woede. (hiermee wordt indirect Ganon bedoeld) Het deel van Skyloft met daarop het standbeeld van Hylia zakt naar beneden, bovenop het zegel dat Demise gevangen houdt. Om de verzegeling te voltooien, plaats Link het meesterzwaard in de Verzegelde Tempel, waarmee hij Fi in een eeuwige slaap brengt. Impa blijft achter in het verleden om over het meesterzwaard te waken en terug in het heden vernietigt Link het Portaal des Tijds, waarna de oude vrouw hen een laatste keer begroet, onthult dat zij Impa was, sterft en verdwijnt. Het land is nu vrij toegankelijk voor de bewoners van Skyloft en Zelda besluit daar te blijven om over de Triforce te waken. Zij en Link vestigen samen het koninkrijk Hyrule.

## MotionPlus
Deze Zelda-game maakt gebruik van de Wii MotionPlus, dat noodzakelijk is om het spel te kunnen spelen. Oorspronkelijk (tijdens het ontwikkelen) had het spel een knoppenbesturing, maar dat is veranderd. De Wii MotionPlus is nodig om de nauwkeurige zwaardbewegingen te registreren.

## Ontvangst
| Beoordeeld door                         | Jaar | Score |
| --------------------------------------- | ---- | ----- |
| Gamereactor (Spanje)                    | 2011 | 100%  |
| Wiiloveit                               | 2011 | 100%  |
| Computer and Video Games (CVG)          | 2011 | 98%   |
| Jeuxvideo.com                           | 2011 | 90%   |
| TheSixthAxis                            | 2011 | 90%   |
| GNT - Generation Nouvelles Technologies | 2011 | 90%   |
| Thunderbolt Games                       | 2012 | 90%   |
| newbreview.com                          | 2011 | 90%   |
| Gamekult                                | 2011 | 80%   |
| Snackbar-Games.com                      | 2011 | 80%   |

## The Legend of Zelda: Skyward Sword HD
De gameplay van The Legend of Zelda: Skyward Sword HD is grotendeels ongewijzigd gebleven ten opzichte van de originele game. Zoals in de meeste The Legend of Zelda-games besturen spelers de hoofdpersoon van de serie, een jonge zwaardvechter genaamd Link. In gevechten gebruikt Link voornamelijk een zwaard en schild, pijl en boog en bommen.
De remaster bevat twee besturingsschema's, waarvan er één is bedoeld om de functies van de Wii-afstandsbediening Plus en Nunchuck na te bootsen door middel van verbeterde bewegingsbesturing op de Joy-Con, terwijl het andere tot doel heeft een traditioneel besturingsschema na te bootsen door de rechter analoge stick te gebruiken om te besturen, voorheen het bewegingsgestuurde zwaard. Met deze secundaire besturingsmethode kan het spel worden gespeeld in de handheld-modus, op een Pro Controller en op de Nintendo Switch Lite.
Naast grafische afbeeldingen met een hogere resolutie, speelt de game nu met 60 beelden per seconde. Amiibo-figuren hebben ondersteunende functionaliteit met een nieuwe figuur die Zelda voorstelt, en een Loftwing die snelle reizen tussen de lucht en het oppervlak mogelijk maakt.